# Sundbybergs centrum
Sundbybergs centrum – skalna stacja sztokholmskiego metra, położona w gminie Sundbyberg, w dzielnicy Centrala Sundbyberg. Na niebieskiej linii T10, istnieje tutaj możliwość przesiadki do Pendeltågu (kolej miejska). Dziennie korzysta z niej około 11 200 osób.
Leży na głębokości 26 m, posiada dwie hale biletowe. Wyjścia zlokalizowano na stacji Pendeltågu, przy Järnvägsgatan i Landsvägen oraz Stationsgatan 6C. Stację otwarto 19 sierpnia 1985 jako 97. w systemie, posiada jeden peron z dwoma krawędziami.
Na stacji znajdują się prace Larsa Kleena, Michaela Söderlundha i Petera Tillberga wykonane w 1985. Są to m.in. 6 rzeźb wykonanych w różnych technikach i z różnych materiałów przedstawiające historię i przyszłość budynków Sundbybergu. W łączniku między krawędziami w dwóch kierunkach wisi drewniany szkielet łodzi.

## Czas przejazdu

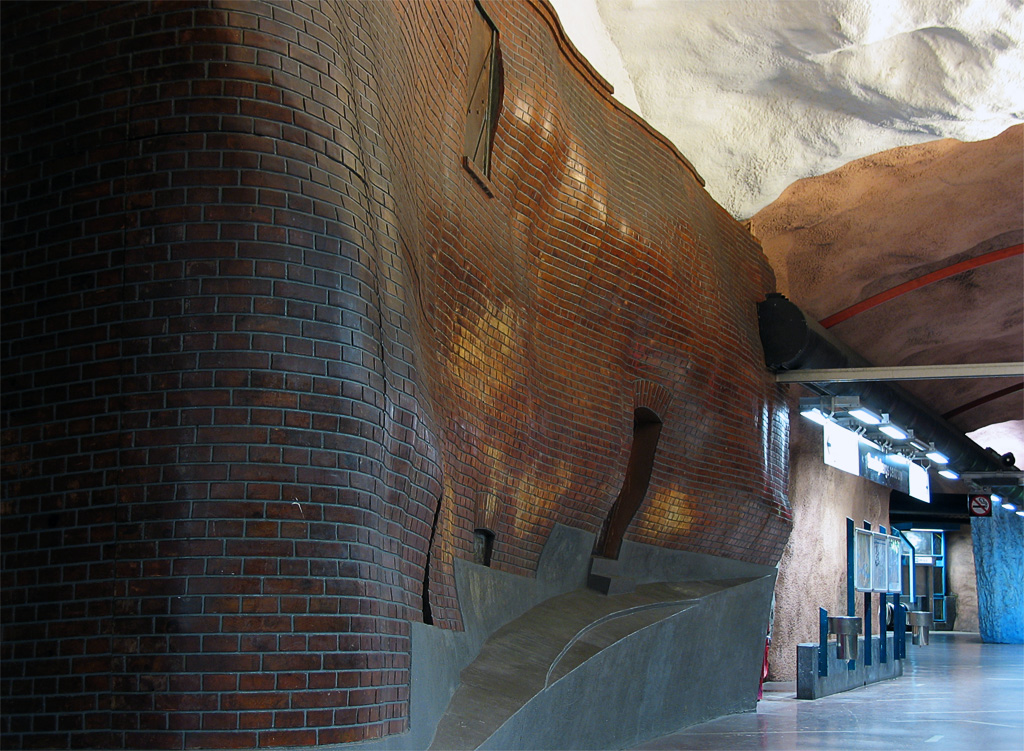
Wnętrze stacji

| Linia | Stacja          | Czas przejazdu | Stacja                                 | Czas przejazdu     |
| T10   | Hjulsta         | 10 min         | Västra skogen Fridhemsplan T-Centralen | 5 min 8 min 11 min |
| T10   | Kungsträdgården | 13 min         | Västra skogen Fridhemsplan T-Centralen | 5 min 8 min 11 min |

## Otoczenie
W pobliżu stacji znajdują się:
- Sundbybergs kyrka
- Lilla Alby skola
- Löfströms gymnasium
- S:t Martins gymnasium
- Stacja pendeltågu